# Clères
Clères is een gemeente in het Franse departement Seine-Maritime (regio Normandië) en telt 1266 inwoners (1999). De plaats maakt deel uit van het arrondissement Rouen. In de gemeente ligt spoorwegstation Clères.

## Geografie
De oppervlakte van Clères bedraagt 11,4 km², de bevolkingsdichtheid is 111,1 inwoners per km².
De onderstaande kaart toont de ligging van Clères met de belangrijkste infrastructuur en aangrenzende gemeenten.

## Demografie
Onderstaande figuur toont het verloop van het inwonertal (bron: INSEE-tellingen).